# Archilochos
Archilochos (latiniserat Archilochus) född cirka 700-talet f.Kr., död cirka 645 f.Kr., var en grekisk skald från Paros. 
Archilochos deltog i grundandet av en koloni på ön Thasos, och hans liv var rikt på växlingar. Han lämnade tidigt fäderneslandet och deltog i ett koloniseringsföretag som just utgått från Paros med det ännu ogästvänliga och skogbetäckta Thassos såsom mål. Från Thasos deltog han i flera krigståg mot invånarna på thrakiska kusten. Till sist tog han värvning såsom soldat.
Då hans trolovades fader, Lykambes, brutit sitt löfte att ge honom sin dotter Neobule till äkta, hämnades Archilochos med de mest bitande och skoningslösa jamber. Enligt traditionen blev de så sårade att de båda begick självmord. Archilochos fann sin död i en strid vid ön Naxos. 
Archilochos var en väldig, skapande ande, vilken bröt epikens fjättrar och öppnade nya banor för dikten. Av de gamle sattes han såsom skaldesnille i jämbredd med Homeros, Pindaros och Sofokles. Han eldade sina landsmän med sina krigiska sånger på det elegiska versmåttet distikon (en hexameter följd av en pentameter). 
Hans dikter vann snart allmänt erkännande, och vandrande sångare spridde dem över hela den grekiska världen på samma sätt som de homeriska.
För mera skämtsamma dikter nyttjade han den trokaiska tetrametern och för hån och gäckeri den jambiska trimetern. Han sägs ha uppfunnit denna, liksom den jambiska smädedikten. Han gav också uppslag till den egentliga lyriken. Han har starkt påverkat senare diktning, särskilt satirisk diktning. Horatius jambiska diktning följer i mycket Archilochos. Endast obetydliga brottstycken av hans dikter har bevarats till vår tid.

## Eftermäle
Asteroiden 5873 Archilochos är uppkallad efter Archilocos.

### Fotnoter
1. ↑  Архилох, Entsiklopeditjeskij slovar'.[källa från Wikidata]
2. ↑  Charles Dudley Warner (red.), Library of the World's Best Literature, 1897, läs online.[källa från Wikidata]
3. ↑  Λεξικό Νεοελληνικής Λογοτεχνίας : Πρόσωπα, Έργα, Ρεύµατα, Όροι, 2007, s. 197, ISBN 978-960-16-2237-8.[källa från Wikidata]
4. ↑  Perseus Digital Library, läs onlineläs online, läst: 14 januari 2020.[källa från Wikidata]
5. 1 2  Hildebrand, Hans; Hjärne, Harald; Pflugk-Harttung, Julius von. ”180 (Världshistoria / Forntiden)”. runeberg.org. https://runeberg.org/vrldhist/1/0200.html. Läst 27 maj 2021.
6. ↑  ”Minor Planet Center 5873 Archilochos” (på engelska). Minor Planet Center. https://www.minorplanetcenter.net/db_search/show_object?object_id=5873. Läst 7 augusti 2023.